# カリフォルニア芸術大学
カリフォルニア芸術大学（英語: California Institute of the Arts）は、アメリカ合衆国カリフォルニア州ロサンゼルス郡サンタクラリタ市、バレンシアに本部を置くアメリカ合衆国の私立大学。1961年創立、1961年大学設置。大学の略称はCalarts。カルアーツ（CalArts）の通称でも知られている。比較的新しい芸術系の大学・大学院で、視覚芸術と舞台芸術（パフォーミング・アーツ）の学位の双方を授けることのできるアメリカ合衆国で最初の高等教育機関となった。
学校の前身は、シュイナード芸術学校（Chouinard Art Institute）とロサンゼルス音楽学校（Los Angeles Conservatory of Music）であり、両者の統合が大学の原型となっている（キャンパスが現在の場所に移設されたのは1971年）。同じカリフォルニア州に存在するカリフォルニア美術大学（California College of the Arts、CCA）とは日本語訳がともに「カリフォルニア芸術大学」とされる場合があるが、両者は別の大学組織である。

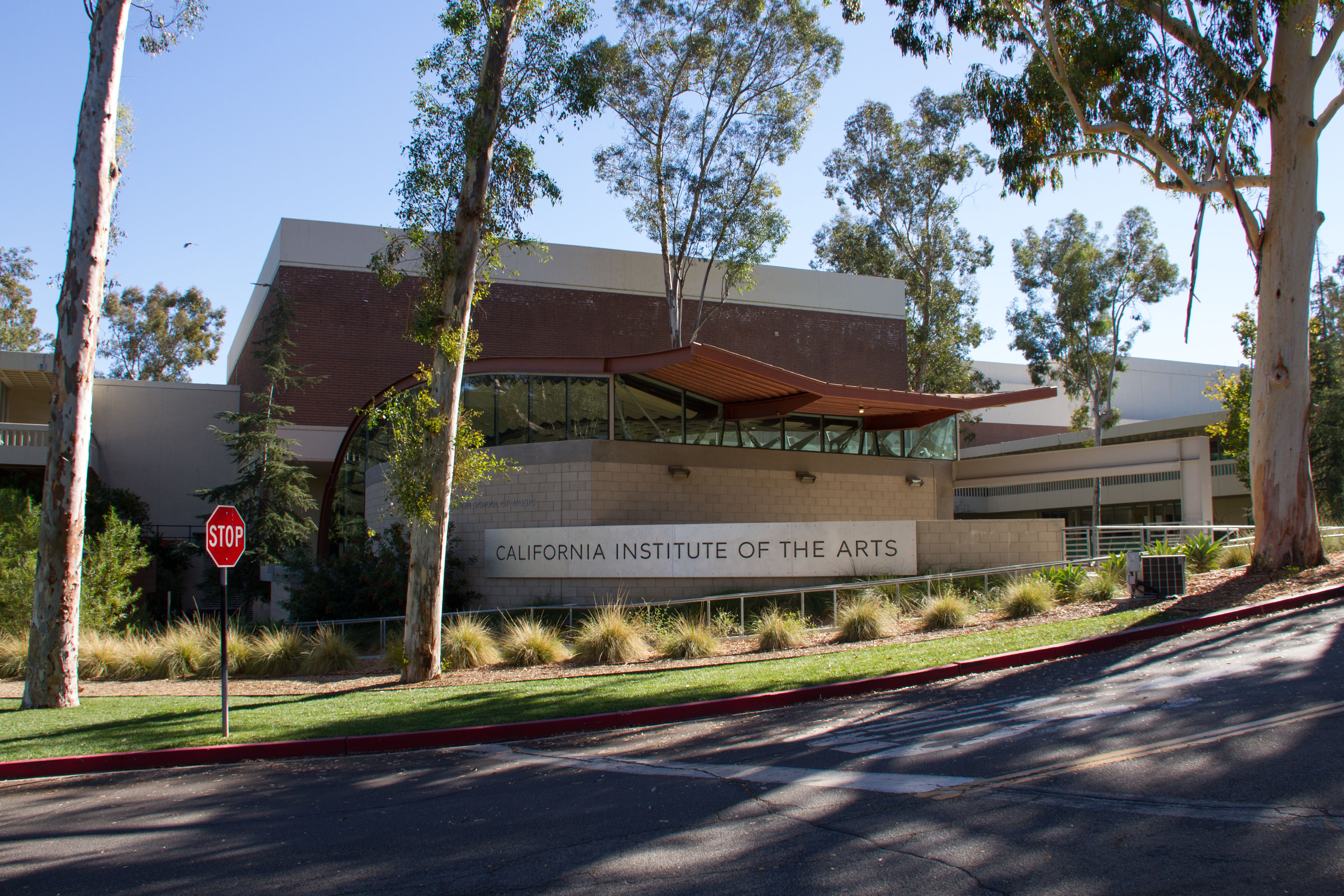
CalArts

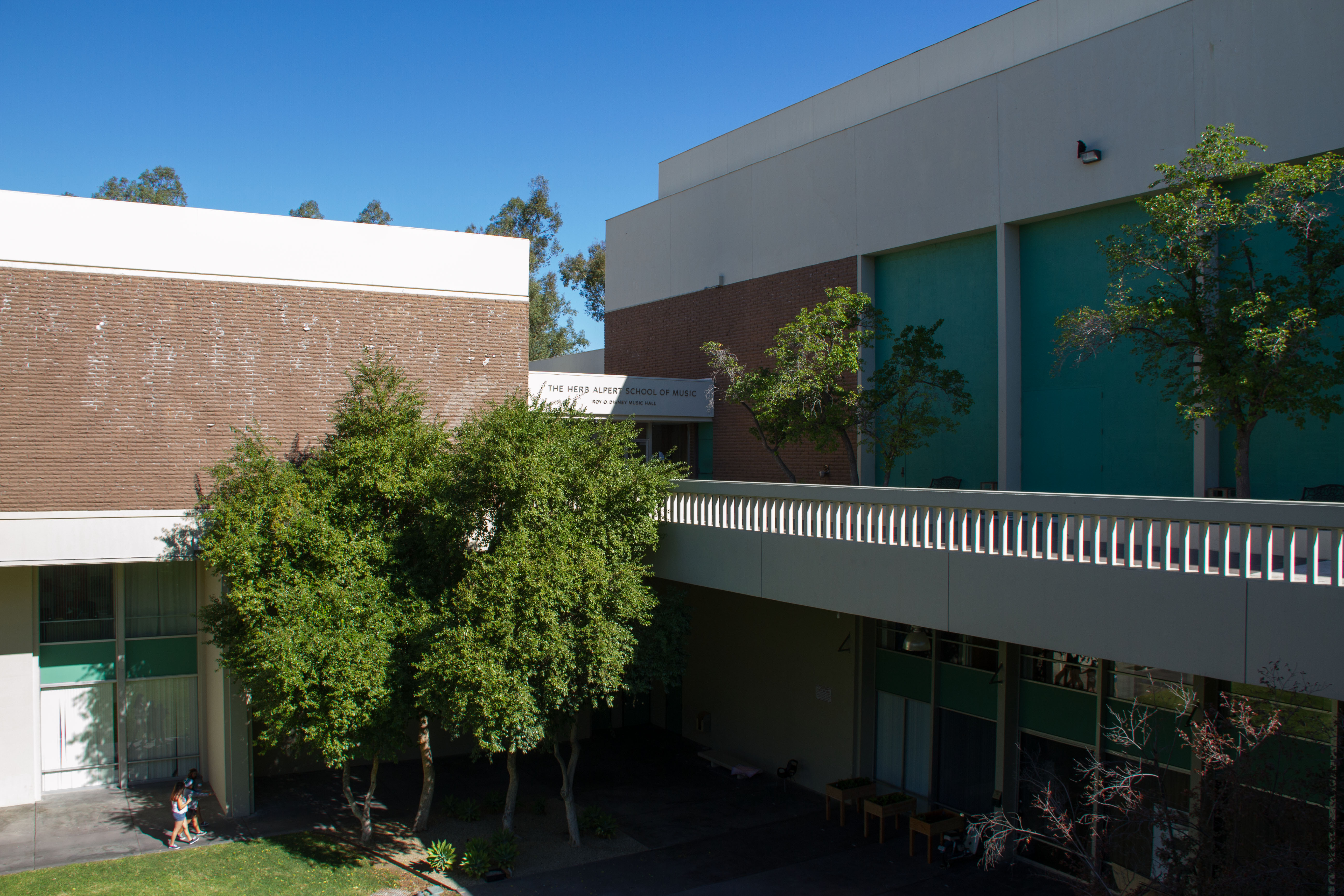
The Herb Alpert School of Music at CalArts

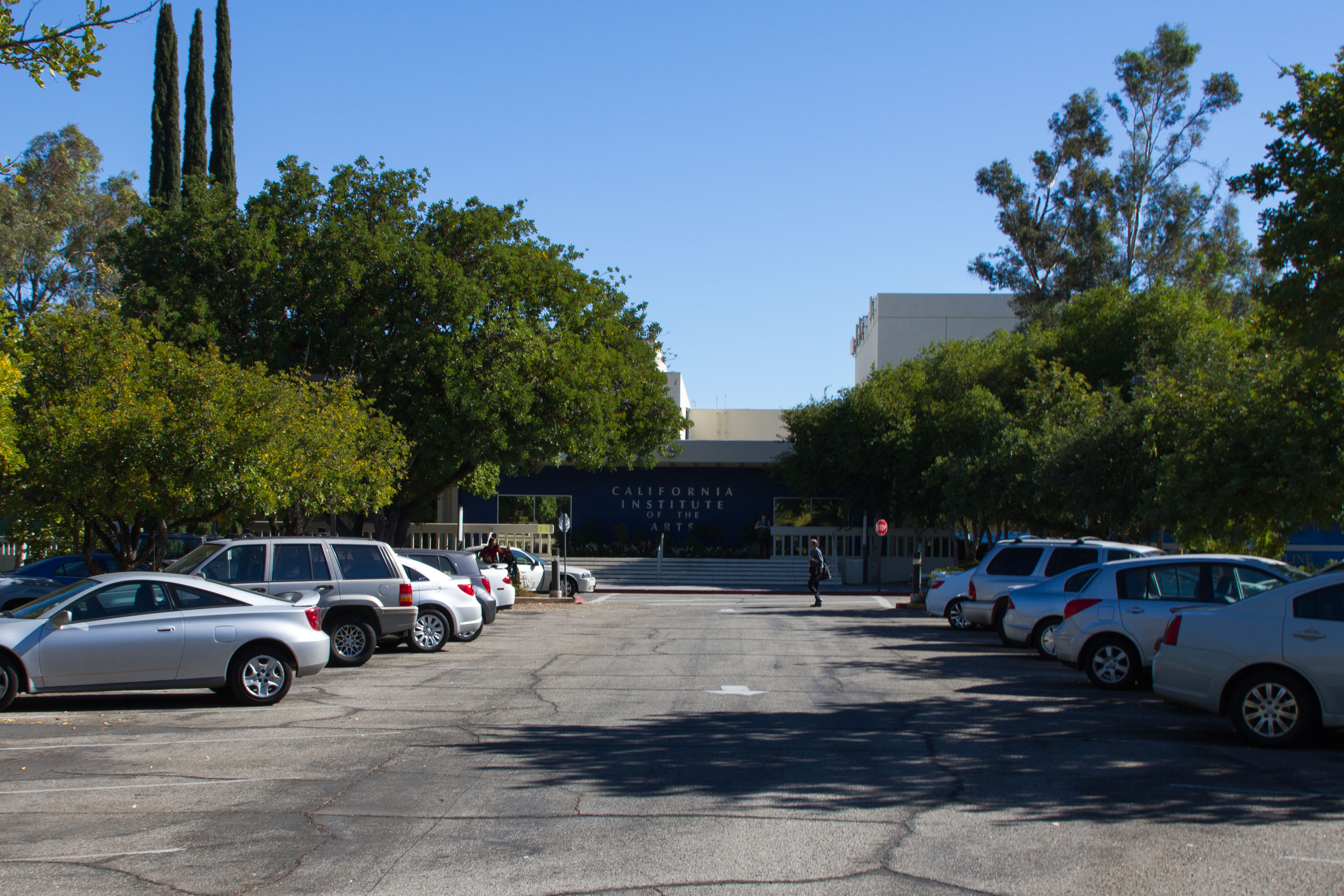

## 概要
アメリカ国内における芸術系の大学としての評価と信頼は高い。2014年にはニューヨークに拠点を置くアートギャラリーのArtspaceが「米英圏で最も影響力のあるMFAプログラム」をもつ大学のトップ10に選んだ。2011年のNewsweek/Daily Beast誌は芸術に関係する米国の大学として1位にランクづけしており、U.S. News & World Reportが2008年に行った調査ではFine Arts系大学で全米トップ10内に入っている。
大学が創設されるにあたっては、キャンパスがカリフォルニア工科大学（通称Caltech（キャルテック））の近隣にあり、また大学の名称も同じ形式（"California Institute of the..."）であることから、分野横断的な「芸術のCaltech」ともいうべき新しい研究・教育機関および芸術センターが構想されていた。
学位にはBFA（美術学士 Bachelor of Fine Arts）、MFA（美術修士 Master of Fine Arts）、音楽学博士（Doctor of Musical Arts）のほか、すでに修士レベル以上の技能を有している入学者には、学士号なしに修士課程の教育を受けることのできる高等免状（Advanced Certificate）の学位も用意されている。学位取得のための基幹プログラムとしては、音楽、美術、ダンス、フィルム・ヴィデオ、演劇、クリエイティヴ・ライティング（批評・文芸）が提供されている。美術学士・美術修士に関連する制度上のカテゴリーとしては、視覚芸術、舞台芸術のほか、1994年からは文芸（literary arts）も加わっている。
このうち、音楽科のプログラムは、米国に数ある音楽大学と異なり、作曲・演奏の両部門において現代的な音楽（「現代音楽」）とコンピュータ音楽に重点を置いた先端的な研究・創作・教育を行っている点に特色がある（いわゆる「クラシック」音楽は、教育のコア・カリキュラムを形成しておらず、多種多様な音楽のうちの一つとして相対的に位置づけられている）。また、「世界音楽」の視点から、アジアやアフリカ地域などにまたがるたさまざまな地域の音楽文化に触れることのできるカリキュラムが提供されており、とくに「アフリカの音楽と舞踊」、「バリ島とジャワ島の音楽」、「北米原住民の音楽」の三つのプログラムで修士号を取得することができる。
映画、フィルム・アート、ヴィデオ・アートに関連する部門は、ロサンゼルス近郊に位置しているという地理的な要因などから、教育や創作活動において映画産業の現場などとの関係を比較的作りやすいという利点のあることが知られている。
芸術文化の最前線で活躍している優秀な講師陣を即座に迎えることでも知られている。また、近隣のカリフォルニア大学ロサンゼルス校、カリフォルニア大学サンディエゴ校、南カリフォルニア大学、サンフランシスコ音楽院などとは、芸術文化活動において緊密な連携を取っている。
現在までに、多くの著名な音楽家（作曲家・演奏家）、美術家・造形作家（画家、彫刻家ほか）、映像作家、ヴィデオ・アーティスト、ダンサー・振付師、舞台演出家、脚本家、俳優などを輩出している。

## REDCAT
REDCATはカリフォルニア芸術大学が有する展示・公演スペース。Roy and Edna Disney/CalArts Theaterの略。ロサンゼルスの中心部にある。コンサートホールを擁する大規模な複合施設であり、内部には大学が所有する展示・公演スペースもある。2003年11月より開館。建築家フランク・ゲーリーの設計として著名。650平方メートルの劇場と、280平方メートルの展示スペースと、書店、コーヒーやビール・ワインなどの飲食店を備えたラウンジから構成されている。公演プログラムとして、実験的なダンス、演劇、音楽、映画などの作品を世界中から招待し、市民に幅広く提供している。

## 主な関係者
en:List of California Institute of the Arts people （関係者一覧）
卒業生
- ロス・ブレックナー　en:Ross Bleckner
- マーク・ブラッドフォード　en:Mark Bradford
- ラヴィ・コルトレーン　en:Ravi Coltrane
- ソフィア・コッポラ
- ジョン・ダンカン　en:John Duncan (artist)
- エリック・フィッシュル
- メリッサ・フイ　en:Melissa Hui
- マイク・ケリー_(現代美術家)
- ジェームス・ラピーヌ　en:James Lapine#Film
- エラッド・ラスリー　en:Elad Lassry
- マイケル・マンディバーグ　en:Michael Mandiberg
- ケント・マツオカ　en:Kent Matsuoka
- 長島有里枝
- トニー・オースラー　en:Tony Oursler
- マイケル・ポーリッシュ（ポーリッシュ兄弟）
- スティーヴン・プリナ　en:Stephen Prina
- デビッド・サーレ　en:David Salle
- カール・ストーン　en:Carl Stone
- クラウス・フォン・ブルッフ　en:Klaus vom Bruch
- マイケル・リン（台湾のインスタレーション作家）[4]

教員（過去の教員を含む）
- ヴィト・アコンチ　en:Vito Acconci
- ローリー・アンダーソン
- リチャード・アーシュワーガー　en:Richard Artschwager
- マイケル・アッシャー
- ジョン・バルデッサリ
- リンダ・ベングリス　en:Lynda Benglis
- ジョナサン・ボロフスキー
- ジュディ・シカゴ
- チャーリー・ヘイデン
- ディック・ヒギンズ　en:Dick Higgins
- ダグラス・ヒューブラ　1976年 - 1988年
- アラン・カプロー　1966年 - 1974年
- バーバラ・クルーガー
- ロイ・リキテンスタイン
- ポール・マッカーシー
- ナム・ジュン・パイク　1969年 -
- ヴィクター・パパネック　en:Victor Papanek
- スーザン・ローゼンバーグ　en:Susan Rothenberg
- デヴィッド・ローゼンブーム　en:David Rosenboom
- フレデリック・ジェフスキー
- アラン・セクラ
- 謝淑妮　en:Shirley Tse
- モートン・サボットニック　en:Morton Subotnick
- 高橋アキ　客員教授、1984年
- 田中カレン
- ジェームズ・テニー
- ビル・ヴィオラ　1983年 -
- エミット・ウィリアムズ　en:Emmett Williams
- クシシュトフ・ヴォディチコ　en:Krzysztof Wodiczko